# CS/LS2型冲锋枪
CS/LS2型冲锋枪（前称：JS 9毫米冲锋枪，拼音：JS 9 mm Chōngfēng Qiāng）是一款由中国重庆市的建设工业（集团）总公司所研製、中国兵器装备集团生产的9毫米口徑犢牛式微声冲锋枪。它除了与05式微声冲锋枪（QCW-05）外表比较上有所不同以外，可说是05式的商业型版本。CS/LS2型冲锋枪在设计上发射9×19毫米口徑手枪子彈，其中包括9×19公釐帕拉貝倫彈。但是由於在中国製造的關係，它也可以发射贯穿力更强的DAP92式9毫米普通彈。

## 歷史
继2005年北京國際警用裝備博覽會上推出的05式微声冲锋枪（QCW-05）以後，建設工業（集團）總公司在中国兵器装备集团的国有企业的协助下推出了全新的出口型冲锋枪。在2006年MILIPOL博覽會，一种小型的警用及出口型05式微声冲锋枪被称为「JS 9毫米冲锋枪」，並向公众公开展示。2012年5月，这枪通过了外贸定型，並正式命名为CS/LS2型冲锋枪。
CS/LS2在设计上是发射9×19公釐帕拉貝倫彈。虽然和05式微声冲锋枪一樣是犢牛式，反沖作用，開放式槍栓操作的冲锋枪，同樣有专用的消声器，不過能夠使用許多不同的9×19毫米子彈（包括9×19毫米鲁格弹）。除了使用的子弹不同以外，国内型的CS/LS2与05式微声冲锋枪相似，而后者主要是给中国人民解放军陆军、特种作战部队和武警三方使用。CS/LS2是专门为了出口到国际市场，特别是在不同的警察和执法机关而設計，而不是装备于国内的任何军事或警察部队。目前，中国南方工业集团和北方工业设备有限公司已达成协议，通过营销的方法把CS/LS2出口到国际市场。

## 设计特点
CS/LS2型冲锋枪和05式微声冲锋枪（QCW-05）相近，但两款冲锋枪之间亦有不少不同之处，例如：CS/LS2比05式微声冲锋枪更小、更轻，并且可以使用各种的9×19毫米子彈；对于第三世界國家的警察部队来说較有潜力，可以更便宜的价格取代黑克勒&科赫製的HK MP5冲锋枪。9毫米口径的CS/LS2可以使用來自HK MP5冲锋枪的15、30发可拆卸式彈匣，另外亦有其专用的30发双排双进弹匣。CS/LS2在外型的设计上与05式微声冲锋枪相反，机匣上方移除了QBZ-95樣式的提把式瞄準具，取而代之的是安裝一條MIL-STD-1913戰術導軌的“平顶式”机匣，不但降低了瞄準基線及光学瞄准镜安装以后的高度，更有利于模块化扩展；而其拉機柄亦相應地转移至左側。CS/LS2亦具有三种不同的射击模式，分別是：全自动，半自动和保險。槍管前端亦被枪口装置从枪口外围包覆，枪口装置上的螺纹可用于装上消聲器令其成为「微声冲锋枪」。

## 使用國
- 中华人民共和国
  - 部分公安特警队单位
- - 老撾人民軍

## 流行文化

### 電影
- 2016年—《湄公河行動》：由派往泰國和金三角地區執行任務的中華人民共和國人民警察所使用。
- 2018年—《红海行动》：由中国人民解放軍海军陆战队員用在亚丁湾护航任務。

### 电子游戏
- 2012年—：追加下載內容“北極打擊”（Arctic Strike）武器之一。命名為「05式」，20發彈匣，可以使用消聲器。
- 2012年—：於戰役模式、聯機模式及殭屍模式中皆有出現，命名為「Chicom CQB」，頂部機械瞄準具被替換為FMG-9冲锋枪式样的提把及戰術燈（不能使用），同時在前護木處加裝戰術導軌以安裝配件。預設三發點放射擊，36發（戰役模式及聯機模式，聯機模式時可使用改裝：延長彈匣增至48）和40發彈匣（殭屍模式），初始攜彈量為216發（戰役模式）、108發（聯機模式）和120發（殭屍模式），最高攜彈量為468發（戰役模式）、288發（聯機模式）和120發（殭屍模式）。戰役模式之中由「核心之日」（Cordis Die）的僱傭兵、戰略防禦聯盟（SDC）和也門民兵所使用；聯機模式時於等級37解鎖，並可以使用反射式瞄準鏡、激光瞄準器、消音器、快速重裝彈匣、EOTECH全息瞄準鏡、前握把、快速抽出握把、全金屬披甲彈（英语：Full metal jacket bullet）、長槍管、目標搜索器、可調節槍托、延長彈匣、擊發調變、射速增加、毫米波掃描器；殭屍模式時以950點打開神秘箱取得，亦有一款衍生型稱作「中共激變四點發」（Chicom Catacyclism Quadruple Burst），最高攜彈量提升至200發，預設四發點放射擊，並可以使用擊發調變、前握把、反射式瞄準鏡。
- 2012年—《战争前线》：為工程兵專用武器，命名為「JS 9mm」，35發彈匣，可以改装枪口配件（通用消音器、冲锋枪消音器、冲锋枪制退器、冲锋枪刺刀）以及瞄准镜（EOTECH 553全息瞄准镜、绿点全息瞄准镜、红点瞄准镜、冲锋枪普通瞄准镜、冲锋枪高级瞄准镜、冲锋枪专家瞄准镜），無法改裝戰術導軌。拥有山岳迷彩涂装版本与MK-60未来风格改装版本，山岳迷彩版本强化威力、射程与载弹，MK-60版本除了上述强化外同时对僵尸拥有伤害加成效果。
  - 目前中國大陸伺服器只能通過活動獲得此槍，而俄羅斯與歐美伺服器則爲K點武器。山岳迷彩版本与MK-60版本均为活动武器。
- 2015年—：修改为未来风格造型，命名为“VESPER”，生产国家被设定为法国。
- 2017年—《硝云弹雨》：作为“狂战士”职业与“暗影”职业可用武器之姿出现，拉机柄改为左侧：
  - 狂战士版本命名为“幽灵”，加装消音器。在狂战士职业等级达到18级时可解锁并使用。
  - 暗影版本命名为“巨蟒”，使用弹鼓装填但只装填45发弹药，在暗影职业等级达到2级时可解锁使用。
- 2017年—：第二年追加下载内容“血兰花行动”中登场，命名為「T-5 SMG」，設定为防守方香港特别任务连的特勤干员“Lesion”所使用的武器之一。在2020年第五年第二赛季“钢流行动”中，来自南非的新干员“Melusi”也可以使用该枪。
- 2023年—《绝地求生》：在第27赛季更新的中国风格地图《荣都》中随机出现。初始装弹量为30发，使用加长弹匣可扩展至40发。

## 資料來源
1. ↑  .   [2009-02-24]. （原始内容存档于2007-08-22）.
2. ↑  . China.com. 2005-07-23  [2007-09-15]. （原始内容存档于2007-09-15） （中文（简体））.
3. ↑  黄俊 袁炜. . National Cultural Resources Sharing Project. 2005-10-12  [2007-09-15]. （原始内容存档于2006-08-23） （中文（简体））.

## 外部連結
- （英文）—Modern Firearms—Type 05 5.8mm / JS 9mm submachine gun（页面存档备份，存于）
- （英文）—Weapon.ge—Type 05 JS（页面存档备份，存于）
- （英文）—Chinese Defence Today—JS 9mm Silenced Submachine Gun
- （英文）—Security Arms—
  - JS 9mm 1 st Type SMG（页面存档备份，存于）
  - JIANSHE GROUP INDUSTRIES QCW-05 - TYPE JS 5'8x21mm/9x19mm sub-machinegun system（页面存档备份，存于）
- （英文）—Military, Security and Civilian Guns and Equipment—JS 9mm（页面存档备份，存于）
- （英文）—Jane's Infantry Weapons－JS 9 mm, CS/LS2 and QCW 05 bullpup suppressed sub-machine guns (China)（页面存档备份，存于）
- （英文）—The Firearm Blog.com—
  - POTD: The Latest Chinese Weaponry（页面存档备份，存于）
  - A Look Inside Movie Armament’s Vault（页面存档备份，存于）
- （俄文）—Энциклопедия Вооружений－JIG JS（页面存档备份，存于）
- （简体中文）—D Boy Gun World（槍炮世界）—CS/LS2型冲锋枪（页面存档备份，存于）
- （英文）—YouTube — Chinese CS/LS2: A Modern Bullpup SMG with no Redeeming Qualities（页面存档备份，存于）